# Цемент (мінералогія)

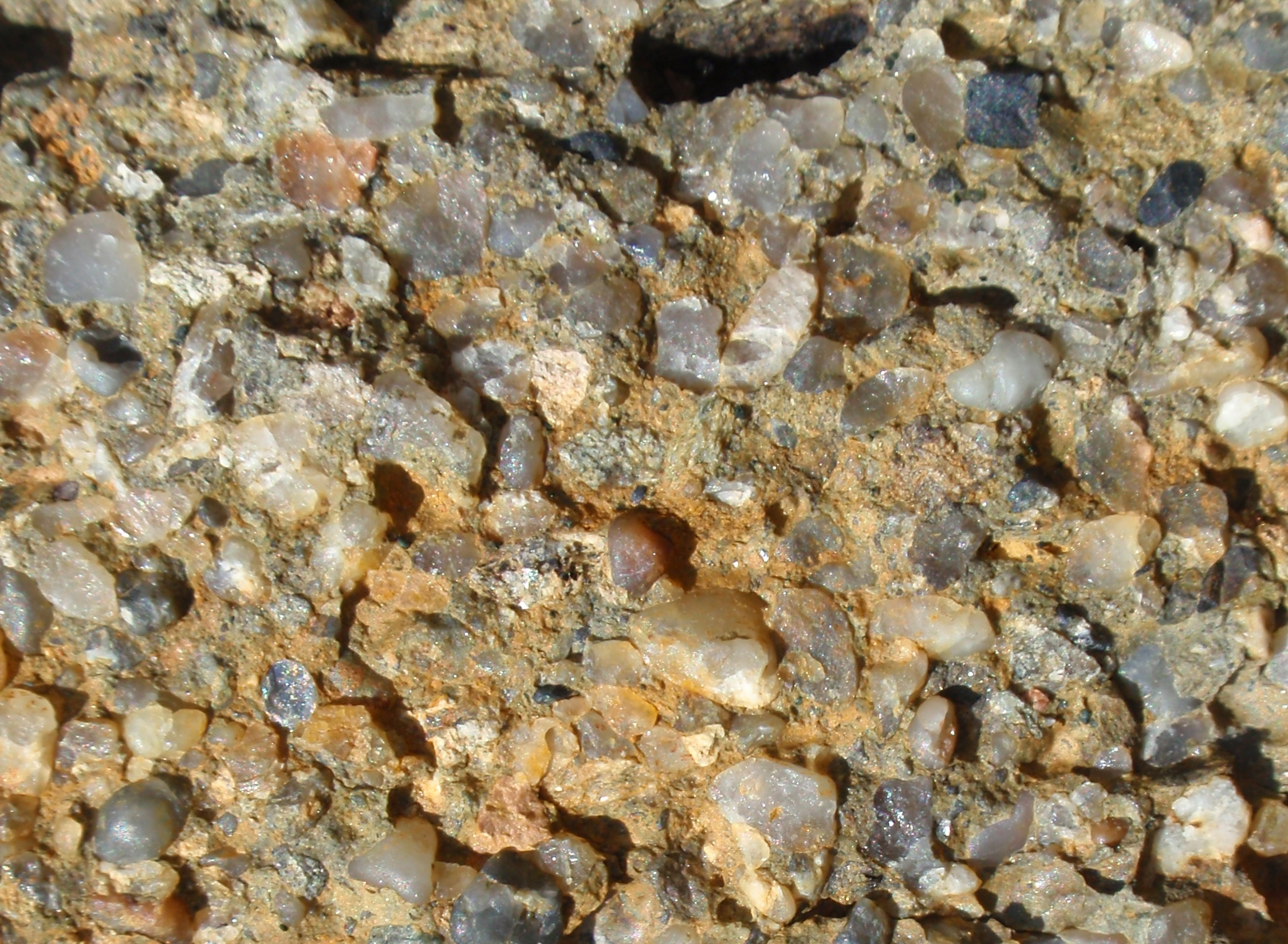
Гравеліт з піщаним цементом.

Цемент у петрографії, мінералогії — речовина, що скріплює зерна у конгломератах, брекчіях, пісковиках і алевролітах. Помилково називати цементом сполучну масу пірокластичних гірських порід. Неприпустимо також називати Ц. основну масу метаморфічних порід, яка знаходиться у інших генетичних відносинах з порфірокластами.

## Окремі види цементу у петрографії, мінералогії
ЦЕМЕНТ АМОРФНИЙ — складається з речовини, що не має кристалічної структури, напр., опаловий, залізистий.
ЦЕМЕНТ БАЗАЛЬНИЙ — цемент, який за масою переважає над уламками. Уламкові зерна, занурені в цемент, не стикаються один з одним. За структурою речовини Ц.б. може бути як аморфним, так і кристалічнозернистим, за мінеральним складом — глинистим, карбонатним, опаловим, залізистим і ін. Син. цемент основний. Протилежне — цемент контактовий.
ЦЕМЕНТ ВТОРИННИЙ — виникає в результаті заповнення вільного простору (пор) в гірських породах різними сполуками, що випадають (осаджуються) з розчинів — кальцитом, доломітом, сидеритом, опалом, оксидами заліза, ґіпсом, фосфори-том та ін.., а також в результаті заміщення речовини первинного цементу і уламкових зерен яким-небудь ін. мінералом, напр., кальциту доломітом.
ЦЕМЕНТ ЗМІШАНИЙ — характеризується поєднанням в одній і тій же гірській породі різних типів цементу (за мінеральним складом, структурою тощо), напр., опалово-халцедоновий, крустифікаційно-поровий, сидерито-кальцитовий цемент і т. ін.
ЦЕМЕНТ КАРБОНАТНИЙ — скріплювальна речовина, що заповнює в карбонатних гірських породах проміжки між скелетними залишками організмів, залишками рослин, грудочками, копроліта-ми, оолітами, сферолітами. Ц.к. може бути кальцитовим, значно рідше доломітовим (доломіт частіше зустрічається як продукт заміщення кальциту), сидеритовим, глинисто-карбонатним. На відміну від інших осадових порід, в карбонатних частіше зустрічається поровий тип цементу і крустифікаційний (кірковий).
ЦЕМЕНТ КІРКОВИЙ — те ж саме, що цемент крустифікаційний.
ЦЕМЕНТ КОНТАКТОВИЙ — цемент, який міститься в гірській породі в невеликій кількості і спостерігається лише в місцях найбільшого зближення уламкових зерен. Ц. к. може бути первинним або вторинним (в результаті вилуговування первинного цементу пор). Син. — цемент дотику. Протилежне — цемент базальний.
ЦЕМЕНТ КОРОЗІЙНИЙ (корозійна цементація) — різновид базального або порового цементу, для якого характерно часткове роз'їдання (ко-розія) уламкових зерен і заміщення їх цементуючим матеріалом залізистого, карбонатного, рідше хлоритового та ін. складу. Син. — цемент роз'їдання. Див. також корозія мінералів.
ЦЕМЕНТ КРИСТАЛІЧНОЗЕРНИСТИЙ — складається з кристалічних зерен, розташованих безладно або орієнтовано. В залежності від розміру зерен виділяють цемент тонкозернистий (0,01 — 0,1 мм), дрібнозернистий (0,1 — 0,25 мм), середньозернистий (0,25 — 0,5 мм), крупнозернистий (> 0,5 мм) і при різному розмірі зерен — різнозернистий. За речовинним складом може бути карбонатним, рідше він буває утворений сульфатами, цеолітами та ін. мінералами.
ЦЕМЕНТ МОНОКРИСТАЛІЧНИЙ, ЦЕМЕНТ ПОЙКІЛІТО-КЛАСТИЧНИЙ — різновид кристалічнозернистого цементу. Як правило, представ-лений великими кристалами кальциту або ґіпсу, в кожному з яких укладена певна кількість уламкових зерен. Структура пойкілокластичного цементу за типом нагадує пойкілітову структуру вивержених порід. Син. — цемент проростання.
ЦЕМЕНТ КРУСТИФІКАЦІЙНИЙ — характеризується тим, що речовина його криста-лізується або випадає з розчину у вигляді кірочок, наро-стаючих на уламкові зерна, ооліти, сфероліти, грудочки, скелетні залишки організмів. Розрізняють: суцільний Ц.к., коли кожне зерно покрите аморфною або кристалі-чною скоринкою, з однаковим оптичним орієнтуванням; радіально-крустифікаційний Ц.к., утворений кірочками кристалічних індивідів, розташованих перпендикулярно поверхні, на якій вони наростають; плівковий — цемент, який обволікає уламкові зерна плівками, що складаються з опалової, залізистої або глинистої речовини; утворений ізометричними кристалічними зернами, як правило карбонатного складу. Син. — цемент кірковий, цемент обростання. Див. також цемент плівковий.
ЦЕМЕНТ НАРОСТАННЯ — те ж саме, що й цемент регенераційний.
ЦЕМЕНТ НЕВПОРЯДКОВАНОЗЕРНИСТИЙ — найбільш поширений різновид кристалічнозернистого цементу, для якого характерно неорієн-товане розташування його зерен (кальцитових, доломітових, ґіпсових та ін.)
ЦЕМЕНТ ОБРОСТАННЯ — те ж саме, що цемент крустифікаційний.
ЦЕМЕНТ ОСАДОВИХ ПОРІД — речовини, які скріплюють частинки осадів і перетворюють їх в щільну гірську породу;
ЦЕМЕНТ ОСНОВНИЙ — те ж саме, що цемент базальний.
ЦЕМЕНТ ПЛІВКОВИЙ — цемент, що зв'язує частинки осадових гірських порід; покриває їх тонким шаром — плівкою, при цьому частина пор г.п. залишається незаповненою. Різновид цементу крустифікаційного.
ЦЕМЕНТ ПОЙКІЛІТОКЛАСТИЧНИЙ — те ж саме, що й цемент монокристалічний.
ЦЕМЕНТ ПОРОВИЙ — заповнює вільний простір (пори) між дотичними уламковими зернами.
ЦЕМЕНТ РЕГЕНЕРАЦІЙНИЙ — утворюється шляхом розростання уламкових зерен, що нерідко призводить до відновлення їх кристалографічної форми. Мінер. склад наростаючих облямівок та їх оптичне орієнтування часто ті ж, що і в уламкових зерен. Характерний головним чином для кварцових піс-ковиків. Син. — цемент розростання, наростання.
ЦЕМЕНТ ТОНКОАГРЕГАТНИЙ — складається з тонкоагрегатної нерівномірної маси, напр., халцедонових цемент.
ЦЕМЕНТ ХЕМОГЕННИЙ — утворюється при випаданні цементуючої речовини з розчину в результаті хімічної та (або) біохімічної реакцій, при зміні температури і концентрації розчинів.